# داده الوم
داده اُلوم، یا داده‌دِه روستایی است از توابع بخش داشلی‌برون شهرستان گنبد کاووس در استان گلستان ایران.

## جمعیت
این روستا در دهستان کرند قرار داشته و براساس سرشماری سال ۱۳۸۵جمعیت آن ۲۸۹نفر (۵۰خانوار) بوده است.
روستای داده الوم تقریباً در ۴۰ کیلومتری غرب مراوه تپه و ۱۳۰ کیلومتری شمال شرقی گنبدکاووس قرار دارد.
همسایگان این روستا (قولاق بورته-قربان قلیچ-هوتن-کلیجه)